# Coprosma macrocarpa
Coprosma macrocarpa là một loài thực vật có hoa trong họ Thiến thảo. Loài này được Cheeseman mô tả khoa học đầu tiên năm 1887.